# Ітан Сігел
Ітан Р. Сіґель — американський астрофізик-теоретик і науковий письменник, який вивчає теорію Великого вибуху.
У минулому він працював професором у Коледжі Льюїса та Кларка, а також був блогером на передачі Starts With a Bang, на ScienceBlogs, а також на Forbes.com з 2016 року.

## Раннє життя та освіта
Сіґель народився в сім'ї поштового працівника і виріс у Бронксі, де навчався у Вищій школі природничих наук Бронкса до 1996 року.
Сіґель закінчив Північно-Західний університет зі ступенем бакалавра з фізики, класичних та інтегрованих наук у 2000 році, а потім отримав ступінь доктора філософії з астрофізики в Університеті Флориди у 2006 році.

## Кар'єра
Сіґель працював у лабораторії Фермілаб у 1997 році. Він отримав ступінь бакалавра з фізики, класичних та інтегрованих наук у Північно-Західному університеті в червні 2000 року. Він не був певен, чи варто продовжувати навчання, і склав тест GRE з фізики «про всяк випадок». Він викладав у середній школі Х'юстона та в Медичній та науковій школі імені короля Дрю Магнета у центрі Лос-Анджелеса протягом року, і хоча йому «подобалися деякі аспекти» викладання, він потім вирішив, що більше не хоче викладати, пережив кризу і під впливом «Космос» Карла Сагана повернувся до академічних кіл, щоб вивчати Всесвіт.
Він вивчав теоретичну космологію, зокрема космологічну теорію пертурбацій, в аспірантурі Університету Флориди під керівництвом професора Джима Фрая з 2001 року. Він отримав ступінь доктора філософії у 2006 році. Під час навчання в аспірантурі він був асистентом викладача та викладачем фізики, входив до складу комітету у справах аспірантів та був помічником координатора для студентів REU.
Навесні 2007 року Сіґель був асистентом викладача загальної фізики для студентів Вісконсинського університету, а потім обійняв постдокторську дослідницьку посаду в Університеті Аризони.
У 2008 році Сігел переїхав зі своєю тодішньою нареченою до Портленда, штат Орегон, вирішивши не продовжувати амбітну дослідницьку кар'єру з довгим робочим часом, а натомість зосередитися більше на науковій діяльності та частіше жити в своє задоволення.
Він викладав в Портлендському університеті, а потім у Коледжі Льюїса та Кларка, де був запрошеним доцентом.
Пізніше він став редактором відділу науки та здоров'я у журналі Trapit. Він переїхав до Толедо, штат Вашингтон, наприкінці 2014 року, продовжуючи час від часу викладати в університеті Lewis & Clark. У травні 2018 року він став повноцінним самозайнятим науковим письменником.

### Інформаційно-просвітницька робота
У грудні 2015 року Сіґель опублікував свою науково-популярну книгу «За межами Галактики: як людство зазирнуло за межі нашого Чумацького Шляху та відкрило весь Всесвіт за допомогою World Scientific», яку, за його словами, призначену для «людей, які допитливі та розумні, але не мають наукової освіти».
У книзі Сігел критикує теорію гравітації MOND, стверджуючи, що «її нездатність відповідати критеріям відтворення успіхів уже встановленої провідної теорії означає, що вона ще не досягла статусу науково життєздатної».
Грег Ладен порівняв її з " Посібником розумної людини з фізичних наук " Айзека Азімова, фізик Сабіна Хоссенфельдер сказала, що вона «є відсутньою ланкою між підручниками з космології та науково-популярними статтями», а аспірант Джона Міллер сказав, що це «одна з тих рідкісних книг, яка не лише передає наукові ідеї, а й передає суть самої науки».
У 2012 та 2015 роках він був почесним гостем з питань науки та ведучим тамади на MidSouthCon, де пропагував радість науки.
У квітні 2017 року він був почесним гостем з наукової точки зору на Norwescon 40. Сіґель одягає костюми, такі як рестлер або супергерой, щоб привернути увагу до своєї наукової комунікації.
— Starts With a Bang tagline
Блог Сіґеля Starts With a Bang розпочався у січні 2008 року на сайті startswithabang.com, а потім з березня 2009 року по жовтень 2017 року — на сайті ScienceBlogs Блог містив щомісячний подкаст, а Сігел публікував відповіді на запитання читачів у серії «Запитайте Ітана».
Він приймав запрошених блогерів, зокрема Сабіну Хоссенфельдер та Пола Халперна. Серед тем, які він охоплював, були адаптивна оптика, використання лазерів в астрономії для корекції атмосферної турбулентності, виявлення гравітаційних хвиль від зіткнення чорних дір та пульсарів за допомогою LIGO та дослідження причин, чому квантова заплутаність не дозволяє зв'язку швидше за світло.
До січня 2011 року його блог переглянули 2 мільйони разів.
Його блог, описаний як «чудово ілюстрований та сповнений гумору», отримав нагороду Physics.org за найкращий блог 2010 року, суддями якої були Адам Резерфорд, Алом Шаха, Гія Мілінович, Гейлі Берч, Лата Сахонта та Стюарт Кларк, а також нагороду "Вибір народу, а його допис «Де всі?» посів третє місце на премії 3 Quarks Daily за наукові статті 2011 року, суддями якої була Ліза Рендалл, отримавши нагороду «Charm Quark» за «взяття виклику спрощення оцінок ймовірностей без шкоди для природи підприємства та придушення пов'язаних з цим невизначеностей».
Сігел очолив список найкращих наукових блогерів RealClearScience у 2013 році, оскільки його «неперевершена здатність описувати майже нерозбірливе зробила його легким вибором на перше місце».
Сігел також писав колонку для NASA під назвою The Space Place. Він продовжує публікувати контент на вебсайті Forbes.
У жовтні 2025 року він заявив, що відкрив новий хімічний елемент — Сапроліум.

### Твори
Сігел вперше опублікував свою роботу з фізики у 2003 році, працюючи переважно над темною матерією та формуванням структур.
Серед значних робіт можна назвати:
- Siegel, Ethan R. (2006). Cosmological perturbations and their effects on the universe (PDF). University of Florida.
- Seo, Hee-Jong; Siegel, Ethan R.; Eisenstein, Daniel J.; White, Martin (2008). Nonlinear Structure Formation and the Acoustic Scale. The Astrophysical Journal. 686 (1): 13—24. arXiv:0805.0117. Bibcode:2008ApJ...686...13S. doi:10.1086/589921.
- Siegel, Ethan (December 2015). Beyond the Galaxy: How Humanity Looked Beyond Our Milky Way and Discovered the Entire Universe. World Scientific. doi:10.1142/9547. ISBN 978-981-4667-23-4.
- Treknology: The Science of Star Trek from Tricorders to Warp Drive. Voyageur Press. 15 жовтня 2017. ISBN 9780760352632.

Сіґель також пише статті поза межами астрофізики. Наприклад, після публікації статті в журналі Science відомих дослідників із США та Великої Британії, які виступають за подальше розслідування діяльності Уханського інституту вірусології,
Сігел стверджує, що Covid-19 не походить з китайських лабораторій.

## Особисте життя
Сіґель зустрів свою дружину в Медісоні, штат Вісконсин.
Він має велику бороду та вуса, а також носить кілт; він брав участь у конкурсі «Борода та вуса Західного узбережжя» в Портленді у 2011 році.
Його «часто запитують, чому він не схожий на вченого».
Сіґел — нуліанець. Він грає в шахи онлайн та є фанатом мультфільму «Мій маленький поні».